# Marta Kuzma
Pour les articles homonymes, voir Kuzma et Kuzma (homonymie).
Marta Kuzma, née le 21 juin 1964 à Passaic, au New Jersey (États-Unis), est une conservatrice, théoricienne de l'art et éducatrice américaine.

## Biographie
En 2016, Marta Kuzma devient doyenne de la Yale School of Art et est la première femme à occuper ce poste depuis la fondation de l'école en 1869,,.
Marta Kuzman est titulaire d'une licence en histoire de l'art et en économie politique du Barnard College et d'une maîtrise en esthétique et théorie de l'art du Centre de recherche en philosophie européenne moderne de l'Université Middlesex, à Londres.

## Carrière académique
Elle était auparavant vice-chancelière et rectrice de l'Institut royal des beaux-arts de Stockholm depuis 2014. Avant d'occuper son poste au Royal Institute of Art, Kuzma a également été pendant huit ans directrice du Bureau d'art contemporain de Norvège. Dans ce rôle, elle a organisé la contribution de l'OCA à la Biennale de Venise avec les projets « The Collectors: Elmgreen & Dragset » (2009), « The State of Things » (2011) et « Beware of the Holy Whore: Munch and the Dilemma of Emancipation » (2013). Elle a également été directrice fondatrice du Soros Center for Contemporary Art à Kiev, en Ukraine, directrice artistique du Washington Project for the Arts, à Washington, DC, et responsable du programme d'expositions internationales au Centre international de la photographie de New York. En 2004, elle a été co-commissaire de Manifesta 5 avec Massimiliano Gioni à Saint-Sébastien, en Espagne et en 2012, elle a été commissaire de la Documenta (13),,.